# Maboga (Iringa)
Maboga ist ein Verwaltungsbezirk (englisch Ward) des Distrikts Iringa in der tansanischen Region Iringa.

## Geografie
Maboga liegt im südlichen Hochland von Tansania etwa 50 Kilometer Luftlinie südwestlich der Regionshauptstadt Iringa. Der Bezirk grenzt im Norden an Kihanga, im Nordosten an Ulanda, im Osten an Masaka, im Süden an Lumuli und im Westen an Wasa. Bei der Volkszählung 2022 lebten 6035 Menschen in 1614 Haushalten auf einer Fläche von 165 Quadratkilometern.

## Gliederung
Der Bezirk besteht aus drei Gemeinden (swahili Mtaa) mit 26 Orten (Kitongoji):
| Magunga - Ihami - Mgogondele A - Mgogondele B - Nguvukazi - Minyala - Lugailo | Makongati - Lukali - Ilembula - Luwinda - Lutemi - Kibaoni - Ilalasimba - Msasani - Lunguya - Ikondo | Kiponzelo - Kanisani - Siyovelwa - Ngongwa - Mjimwema - Msombe - Madukani - Lumumba - Gendawuye - Msalasi - Shuleni - Mkwawa |

## Infrastruktur
- Bildung: Die Kiponzelo Secondary School ist eine staatliche weiterführende Schule, die Tagesschüler bis zur 4. Stufe ausbildet.[7]
- Gesundheit: In den Gemeinden Magunga und Makongati gibt es je eine staatliche Apotheke.[8][9]